# St. Lorenzen im Lesachtal
St. Lorenzen im Lesachtal je naselje občine Lesna dolina v okraju Šmohor na Koroškem v Avstriji.